# TSGL Schöneiche
Die Turn- und Sportgemeinschaft Landbau Schöneiche e. V. ist ein deutscher Sportverein aus Schöneiche bei Berlin, der vor allem für seine Volleyball-Abteilung bekannt ist. Daneben gibt es die Abteilungen Tischtennis und Gymnastik.
Die TSGL Schöneiche wurde am 6. August 1990 gegründet. Sie ging aus dem Vorgängerverein BSG Landbau Schöneiche hervor. Derzeit (Stand 2025) hat der Verein etwa 480 Mitglieder. Darunter sind etwa 150 Kinder und Jugendliche. Die Heimspiele der Abteilung Volleyball werden in der Lehrer-Paul-Bester-Halle ausgetragen. Die erste Mannschaft der Volleyballabteilung stieg 2007 in die 2. Bundesliga auf. 2013 zog man sich in die 3. Liga Nord zurück. Die zweite Mannschaft spielt in der Regionalliga Nordost, die dritte Mannschaft spielt in der Landesliga.

## Volleyball

### Geschichte
Mehrere Abteilungen des Vereins existieren bereits seit den 1960er oder 70er Jahren und waren später Teil der BSG Landbau Schöneiche. Daraus ging am 6. August 1990 die TSGL Schöneiche hervor.
Die erste Mannschaft der Volleyballabteilung spielte seit 1992/93 in der Brandenburgliga. Erste Erfolge brachten die Siege im Nordostdeutschen Pokal 1997 und 1998 sowie die Meisterschaft von Brandenburg 1993, 1997 und 2002. 2004 stieg Schöneiche erstmals in die Regionalliga Nord auf, aber schon nach einer Saison erneut ab. 2006 gelang als Brandenburgmeister erneut der Aufstieg und in der folgenden Saison in der Regionalliga Nord als Meister der Durchmarsch in die 2. Bundesliga. Dort wurde man in der ersten Saison 2008 Sechster und wiederholte diese Platzierung 2009. Zudem gewann die TSGL 2009 erneut den Nordostdeutschen und den Landespokal. Im DVV-Pokal 2008/09 kam der Verein ins Achtelfinale. Die Saison 2009/10 wurde die erfolgreichste in der Geschichte des Vereins. In der 2. Bundesliga Nord wurde Schöneiche um den Kapitän Robert Döbler bei 15 Siegen und neun Niederlagen mit 30:18 Punkten Vierter. Nach der Saison verließ der langjährige Trainer Kurt Radde den Verein, neuer Trainer wurde der langjährige Co-Trainer René Jerratsch. Saisonabschluss wurde für die TSGL erneut das Finalturnier um den Brandenburgischen Landespokal, wo die Mannschaft jedoch im Halbfinale dem Zweitligaaufsteiger aus Lindow/Gransee, dem späteren Cupgewinner, unterlag. In der Saison 2010/11 spielte die TSGL lange gegen den Abstieg und landete am Ende auf Platz neun. Schöneiche wurde erneut Landespokalsieger, zudem gewann die TSGLer Henry Curin und Martin Grohs den Landesmeistertitel im Beachvolleyball. Wechselhaft verlief die folgende Saison 2011/12. Erneut kämpften die Randberliner lange Zeit gegen den Abstieg. Nach einem Endspurt erreichten sie mit dem fünften Rang zum Saisonabschluss dennoch die zweitbeste Platzierung ihrer Geschichte. Als Sieger des Regionalpokals Nordostdeutschland 2011 qualifizierte sich der Verein erneut für den DVV-Pokal, schied aber schon in der ersten Runde gegen den Bundesligisten Chemie Volley Mitteldeutschland aus. Als Neuntplatzierter der Saison 2012/13 wäre der Verein erneut vor dem Abstieg gerettet gewesen, zog sich aber aus wirtschaftlichen Gründen aus der Liga zurück. In der Saison 2013/14 spielte man in der Dritten Liga Nord und wurde ungeschlagen Meister. Diesen Erfolg konnte man in der Saison 2015/16 wiederholen und stieg in die 2. Bundesliga auf. In der folgenden Saison konnte die Klasse nicht gehalten werden. Schöneiche spielt seither mit stark verjüngter Mannschaft wieder in der Dritten Liga.

### Titel / Erfolge
- Nordostdeutscher Pokalsieger: 1997, 1998, 2009, 2011
- Landespokalsieger: 2008, 2009, 2011
- Brandenburgischer Meister: 1993, 1997, 2002, 2006
- Meister 3. Liga Nord: 2014, 2016
- Deutscher Meister der Senioren (I): 2001
- Landespokalsieger U 16: 2012
- Brandenburgmeister U 20 2015/16
- Pokalsieger Brandenburg U18 U20 2015/2016